# International Press Institute
L'International Press Institute (IPI) è un'organizzazione non governativa i cui fini essenziali sono la difesa e la promozione della libertà di stampa nel mondo. Fondata nel 1950, conta membri in più di 120 Paesi. Ha una associazione affiliata, la South East Europe Media Organisation (SEEMO), che monitora la situazione della libertà dei mezzi di comunicazione nell'Europa sud-occidentale. La sede si trova nella città di Vienna.

## Descrizione
L'IPI ha lo status di membro consultivo presso l'ONU, l'UNESCO e il Consiglio d'Europa. È anche membro della International Freedom of Expression Exchange, una rete globale di organizzazioni non governative che monitorano e difendono la libertà di espressione e di stampa nel mondo, e del Tunisia Monitoring Group, una coalizione di 16 organizzazioni che esercitano pressioni politiche sul Governo tunisino per migliorare la situazione dei diritti umani nel Paese.

## «Eroi della libertà di stampa nel mondo»
Gli International Press Institute World Press Freedom Heroes sono personalità selezionate dall'International Press Institute per «i loro significativi contributi al mantenimento della libertà di stampa e della libertà di espressione» e per il loro «coraggio indomito nell'aderire ai principi di base del giornalismo professionale».
I primi 50 "eroi" furono selezionati per il 50º anniversario dell'IPI nel 2000 e annunciati al Congresso mondiale di quell'anno a Boston. Da allora, altre tredici persone sono state aggiunte alla lista, alcune di loro dopo la loro morte.

## Premiati
| Anno | Premiati                                     |
| ---- | -------------------------------------------- |
| 2000 | Pakistan Aslam Ali                           |
| 2000 | Germania Rudolf Augstein                     |
| 2000 | Algeria Omar Belhouchet                      |
| 2000 | Liberia Kenneth Best                         |
| 2000 | Francia Hubert Beuve-Méry                    |
| 2000 | Messico Jesús Blancornelas                   |
| 2000 | Niger Grémah Boukar Koura                    |
| 2000 | Filippine Jose Burgos Jr.                    |
| 2000 | Colombia Guillermo Cano                      |
| 2000 | Cile Juan Pablo Cárdenas                     |
| 2000 | Nicaragua Pedro Joaquín Chamorro Cardenal    |
| 2000 | Corea del Sud Suk-Chae Choi                  |
| 2000 | Brasile Julio De Mesquita Neto               |
| 2000 | Rep. Ceca Jiří Dienstbier                    |
| 2000 | Regno Unito Harold Evans                     |
| 2000 | Spagna Antonio Fontan                        |
| 2000 | Cina Gao Yu                                  |
| 2000 | Stati Uniti Katharine Graham                 |
| 2000 | Irlanda Veronica Guerin                      |
| 2000 | Giappone Shiro Hara                          |
| 2000 | Israele Amira Hass                           |
| 2000 | Canada Tara Singh Hayer                      |
| 2000 | Vietnam Doan Viet Hoat                       |
| 2000 | Turchia Abdi İpekçi                          |
| 2000 | Bosnia ed Erzegovina Kemal Kurspahić         |
| 2000 | Palestina Daoud Kuttab                       |
| 2000 | Namibia Gwen Lister                          |
| 2000 | Indonesia Mochtar Lubis                      |
| 2000 | Russia Kronid Lyubarsky                      |
| 2000 | Samoa Savea Sano Malifa                      |
| 2000 | Jugoslavia Veran Matić                       |
| 2000 | Polonia Adam Michnik                         |
| 2000 | Zambia Fred M'membe                          |
| 2000 | Italia Indro Montanelli                      |
| 2000 | Siria Nizar Nayyouf                          |
| 2000 | Costa d'Avorio Freedom Neruda                |
| 2000 | Camerun Pius Njawé                           |
| 2000 | Rep. Dominicana German Ornes                 |
| 2000 | Sudafrica Percy Qoboza                       |
| 2000 | Cuba Raúl Rivero                             |
| 2000 | Portogallo Nuno Rocha                        |
| 2000 | Iran Faraj Sarkohi                           |
| 2000 | India Arun Shourie                           |
| 2000 | Ruanda André Sibomana                        |
| 2000 | Birmania U Thaung                            |
| 2000 | Argentina Jacobo Timerman                    |
| 2000 | Perù Ricardo Uceda                           |
| 2000 | Grecia Eleni Vlachou                         |
| 2000 | Sri Lanka Cyril Esmond Lucien Wickremesinghe |
| 2000 | Guatemala José Rubén Zamora                  |
| 2006 | Russia Anna Stepanovna Politkovskaja         |
| 2007 | Turchia Hrant Dink                           |
| 2010 | Messico Lydia Cacho                          |
| 2010 | Libano May Chidiac                           |
| 2010 | Iran Akbar Gangi                             |
| 2010 | Cuba Yoani Sánchez                           |
| 2010 | Gambia Pap Saine                             |
| 2010 | Turchia Nedim Şener                          |
| 2010 | Sri Lanka Lasantha Wickrematunge             |
| 2011 | Sudafrica Raymond Louw                       |
| 2011 | Stati Uniti Daniel Pearl                     |
| 2012 | Stati Uniti David Rohde                      |